# 은석 (가수)
은석(본명: 송은석, 2001년 3월 19일 ~ )은 대한민국의 보이 그룹 RIIZE의 멤버이다.
은석 (본명: 송은석, 본명 한국 한자: 宋银硕, 2001 3월 19일)은 대한민국의 가수이다. 현재 SM 엔터테인먼트 소속 보이 그룹 RIIZE의 멤버이다.

## 초기 생애
원래 아이돌에 관심이 없었으나 수업 마치고 집으로 가는 길에 캐스팅됐다. 처음에는 거절했지만, 학교 앞, 지하철 역, 청담동 거리에서 총 네 번의 SM 캐스팅 제안을 받은 후 SM에 들어가게 되었다. 2022년 7월, 에스엠루키즈으로 공개되었다.

## 데뷔
과거 '송은석'으로 활동했으며 에스엠루키즈에 출연했고, NCT 버라이어티 프로그램 '웰컴 투 NCT 유니버스' 에도 참여했다.
2023년 9월 4일 싱글 "Get A Guitar"을 통해 라이즈로 공식 데뷔했다.

## 학력
- 서울구남초등학교 (졸업)
- 광진중학교 (졸업)
- 광남고등학교 (중퇴)

## 출연

### 텔레비전
| 연령 | 방송 날짜 | TV 방송국 | 프로그램 이름 | 협업 아티스트 | 비고      |
| ---- | --------- | --------- | ------------- | ------------- | --------- |
| 2023 | 9월 9일   | MBC       | 쇼! 뮤직 센터 | 설윤          | 스페셜 MC |
| 2023 | 10월 28일 | MBC       | 쇼! 뮤직 센터 | 설윤, 청한    | 스페셜 MC |
| 2024 | 4월 13일  | MBC       | 쇼! 뮤직 센터 | 설윤, 영훈    | 스페셜 MC |

## 영화 및 TV 작품

### 영화
| 연령 | 제목              | 역할 | 비고        | 원천  |
| ---- | ----------------- | ---- | ----------- | ----- |
| 2023 | 트롤: 밴드 투게더 |      | 한국어 더빙 | [ 6 ] |

## 참고문헌
1. ↑  “WWD KOREA X SM ROOKIES”. 2022년 7월 2일.
2. ↑  “naver上的은석”. 2024년 2월 6일에 원본 문서에서 보존된 문서. 2024년 6월 20일에 확인함.
3. ↑  “Welcome to NCT Universe”. 2024년 5월 4일에 원본 문서에서 보존된 문서. 2024년 6월 20일에 확인함.
4. ↑  “'SM 신인' 라이즈, 9월 4일 데뷔 확정→'겟 어 기타' 발매[공식]”. MBC. 2023년 8월 7일. 2023년 8월 7일에 원본 문서에서 보존된 문서. 2023년 8월 7일에 확인함.
5. ↑  “SM 신인 라이즈, 데뷔 날짜 확정… 9월 4일 첫 싱글 발매”. JTBC. 2023년 8월 7일. 2023년 8월 7일에 원본 문서에서 보존된 문서. 2023년 8월 7일에 확인함.
6. ↑  “Meet SR22B: Here's What We Know About SM Entertainment Rookies So Far”. 2024년 6월 20일에 원본 문서에서 보존된 문서. 2024년 6월 20일에 확인함.